# István Busa
István Busa, né le 31 mai 1961 à Kecskemét, est un escrimeur hongrois.

## Carrière
István Busa participe aux Jeux olympiques d'été de 1988 et  remporte la médaille de bronze dans l'épreuve du fleuret par équipe.